# Мистецтво для мистецтва
«Мистецтво для мистецтва», «чисте мистецтво» (фр. l'Art pour l'Art) — естетична доктрина, що утверджує самоцільність художньої творчості, незалежність мистецтва від суспільного життя. Як художній напрямок «мистецтва для мистецтва» зародилося у французькій літературі середини XIX століття.
В Україні представники «мистецтва для мистецтва» групувалися навколо видавництва «Молода муза» (1906–1909) й «Українська хата» (1909–1914). Богдан-Ігор Антонич так сказав з цього приводу:
«Треба сказати різко: отже ні! Мистецтво не відтворює дійсности, ані її не перетворює, як хочуть другі, а лише створює окрему дійсність.»
«Чисте мистецтво» — назва ряду естетичних концепцій, що утверджують самоцільність художньої творчості, незалежність мистецтва від політики й суспільного життя. Філософською основою теорії «Мистецтва для мистецтва» було вчення І. Канта про незаінтересовану естетичну насолоду, про чисту форму мистецтва, а також Ф. В. Й. Шеллінга — про «абсолютно вільну творчість». Ідеї «Мистецтва для мистецтва» найповніше виявилися в поезії і творчих маніфестах французьких поетів Т. Готьє, П. Верлена та ін. Їхня творчість, відбиваючи розчарування в ідеалах буржуазії, була пройнята невірою в будь-які суспільні ідеали.